# شهید منار
شهید منار (بنگالی: শহীদ মিনার به معنی یادمان شهدا) یک مکان ملی در داکا، بنگلادش است که به گرامیداشت کشته‌های جنبش زبان بنگالی اولین بار در سال 1952 در پاکستان شرقی ساخته شد.
در ۲۱ و ۲۲ فوریهٔ ۱۹۵۲ دانشجویان دانشگاه داکا در اعتراض به عدم رسمیت یافتن زبان بنگالی دست به اعتراض زدند که با شلیک پلیس چندین نفر از آنان کشته شدند. پس از آن، چندین بار بناهای یادبودی برای این واقعه در دانشکده پزشکی داکا برپا شد و هر بار نیروهای نظامی پاکستان اقدام به تخریب آن کردند تا آن که طرح امروزی با معماری عبدالرحمان، توسط دولت بنگلادش بازسازی شد.